# 197189 Raymond
197189 Raymond este un asteroid din centura principală de asteroizi.

## Descriere
197189 Raymond este un asteroid din centura principală de asteroizi. A fost descoperit pe 19 octombrie 2003 la Apache Point Observatory în cadrul programului Sloan Digital Sky Survey. Asteroidul prezintă o orbită caracterizată de o semiaxă mare de 3,12 ua, o excentricitate de 0,09 și o înclinație de 9,8° în raport cu ecliptica.